# Qualitätsmanagementhandbuch
Das Qualitätsmanagementhandbuch (kurz: QM-Handbuch) ist eine unternehmensinterne Zusammenstellung und Dokumentation des Qualitätsmanagementsystems des Unternehmens.

## Inhalt
Das Qualitätsmanagementhandbuch beschreibt zum einen die Einstellung des Managements zur Qualität im Unternehmen, aber auch die daraus resultierenden Maßnahmen. Das QM-Handbuch war eine Forderung aus der ISO 9001; in der aktuellen Revision 2015 ist das Handbuch nicht mehr zwingend gefordert, dennoch sinnvoll wie der Blick in branchenspezifische Regelwerke wie z. B. die IATF 16949 zeigt. Diese basiert auf der ISO 9001 und fordert darüber hinaus das QM-Handbuch.
Oftmals lehnt sich die Gliederung des QM-Handbuches an die der Norm an. Diese Vorgehensweise bei der Strukturierung ist jedoch veraltet. Seit der Einführung der Prozessorientierung mit der ISO 9001:2000 folgt die Struktur den Unternehmensprozessen. Anhand der Übersicht der Unternehmensprozesse (oft Prozesslandschaft genannt) können auch externe Leser schnell einen Überblick über die relevanten Informationen erhalten. Die Grundidee ist die kompakte Zusammenfassung des Managementsystems an einer zentralen und stets aktuellen Stelle, die jedem Mitarbeiter zur Verfügung stehen soll. Dies gilt ebenso für alle mitgeltenden Dokumente, wie zum Beispiel Prozessbeschreibungen, Verfahrensanweisungen und Arbeitsanweisungen.
Die Art der Dokumentation ist nicht vorgeschrieben. Es kann in Papierform oder aber auch elektronisch, zum Beispiel über das Intranet, erfolgen.